# Potvorice
Potvorice es un municipio del distrito de Nové Mesto nad Váhom en la región de Trenčín, Eslovaquia, con una población estimada a final del año 2024 de 714 habitantes.
Se encuentra ubicado al oeste de la región, cerca del río Váh (cuenca hidrográfica del Danubio) y de la frontera con la región de Trnava y la República Checa.

## Demografía
| Año        | 1994 | 2004    | 2014    | 2024     |
| ---------- | ---- | ------- | ------- | -------- |
| Población  | 528  | 561     | 609     | 714      |
| Diferencia |      | +6,25 % | +8,55 % | +17,24 % |

| Año        | 2023 | 2024    |
| ---------- | ---- | ------- |
| Población  | 707  | 714     |
| Diferencia |      | +0,99 % |